# Harry Lamb
Harry Edward Lamb (3 tháng 6 năm 1925 - 9 tháng 8 năm 1982) là một cầu thủ bóng đá người Anh, thi đấu ở vị trí tiền đạo ở Football League cho Tranmere Rovers.